# Bedford (Indiana)
Bedford é uma cidade localizada no estado americano de Indiana, no Condado de Lawrence.

## Demografia
Segundo o censo americano de 2000, a sua população era de 13.768 habitantes. 
Em 2006, foi estimada uma população de 13.581, um decréscimo de 187 (-1.4%).

## Geografia
De acordo com o United States Census Bureau tem uma área de 
30,8 km², dos quais 30,8 km² cobertos por terra e 0,0 km² cobertos por água.

## Localidades na vizinhança
O diagrama seguinte representa as localidades num raio de 28 km ao redor de Bedford. 